# دان تسيمرمان
دان تسيمرمان (بالإنجليزية: Dan Zimmermann)‏ (و. 1966  م) هو طبال ألماني، ولد في نورنبرغ، يستخدم آلات طقم طبول.

## روابط خارجية
- دان تسيمرمان على موقع ميوزك برينز (الإنجليزية)
- دان تسيمرمان على موقع أول ميوزيك (الإنجليزية)
- دان تسيمرمان على موقع أول ميوزيك (الإنجليزية)
- دان تسيمرمان على موقع ديسكوغز (الإنجليزية)